# Meuchefitz
Meuchefitz (slawisch: Sitz des Mych) ist ein Ortsteil der Gemeinde Küsten in der Samtgemeinde Lüchow (Wendland) im niedersächsischen Landkreis Lüchow-Dannenberg. 

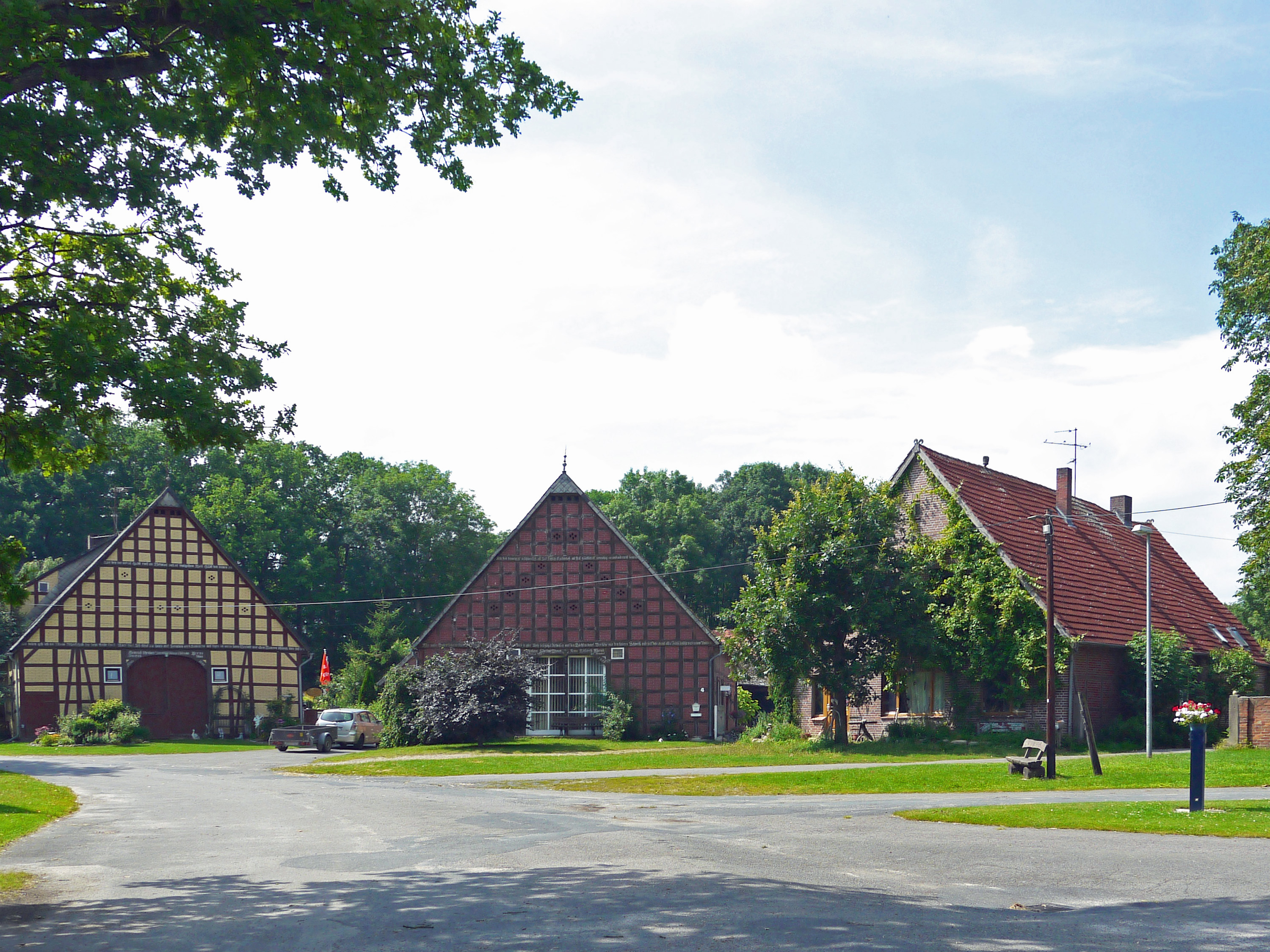
Hallenhäuser am Dorfplatz von Meuchefitz

## Geographie
Meuchefitz ist ein Rundling mit sieben Vierständerhäusern, die sich um einen nierenförmigen Dorfplatz gruppieren.
Der Ort, zu dem der Ortsteil Seerau im Drawehn gehört, liegt fünf Kilometer westlich von Lüchow. 

## Geschichte
Im Rahmen der Gemeindegebietsreform wurde 1972 die bis dahin selbstständige Gemeinde Meuchefitz zu einem Ortsteil von Küsten.
Der Gasthof in Meuchefitz ist in der Region durch sein einschlägiges Engagement im Gorleben-Protest und seine Selbstverwaltung bekannt. Er war in der Vergangenheit Ziel polizeilicher Hausdurchsuchungen und ist heute ein Treffpunkt der linksorienten Protestszene. Nach einem Brand 1983 halfen reisende Gesellen und das Handwerkerkollektiv Axt und Kelle beim Aufbau.

## Religion

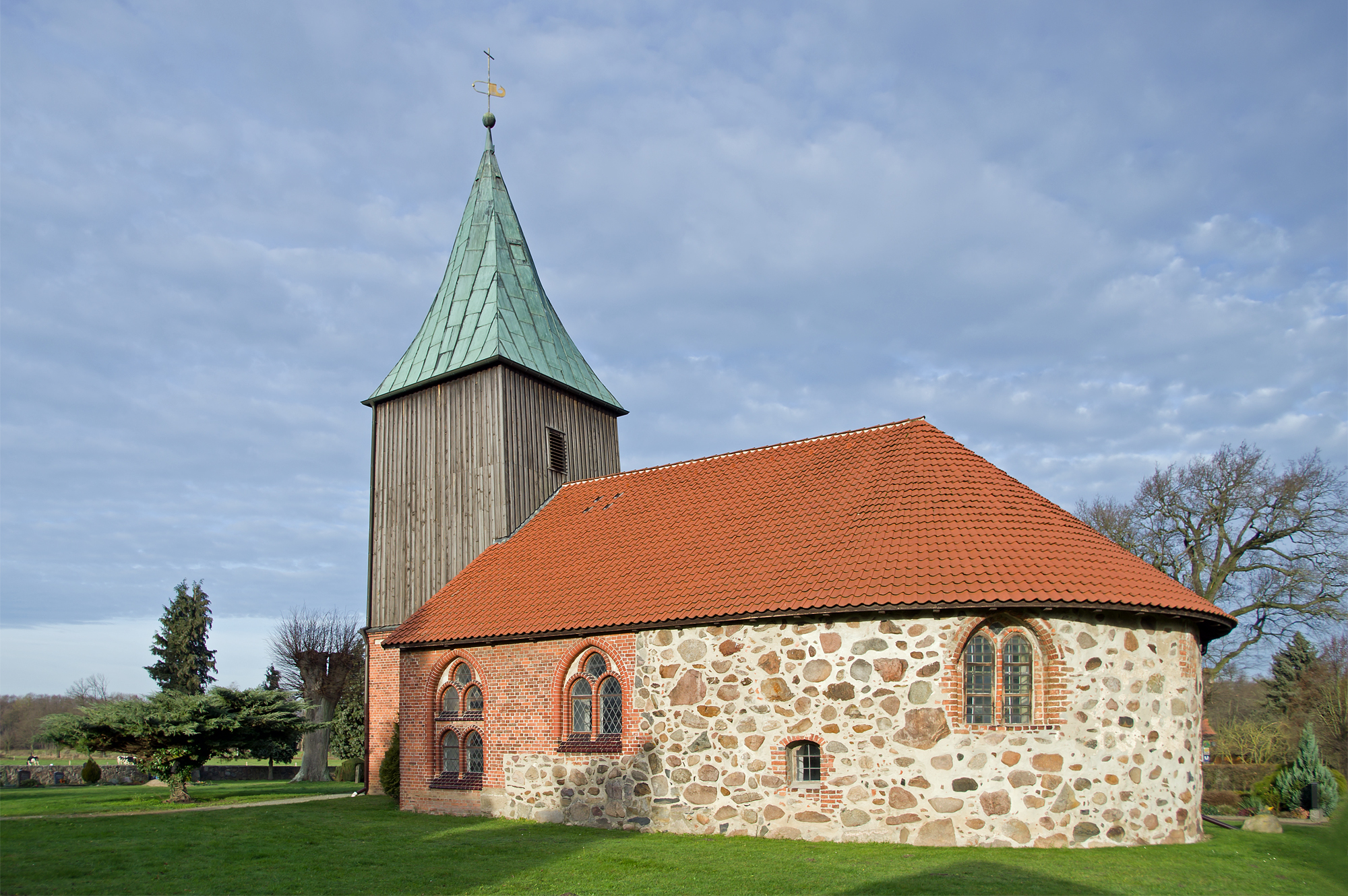
Kirche von Meuchefitz

Die evangelisch-lutherische Feldsteinkirche ist ein rechteckiger Bau mit einem gleich breiten, halbrunden Chor. Beide stammen aus der Zeit um 1500, während der Westteil und der Turmanschluss im 19. Jahrhundert mit Ziegelmauerwerk erneuert wurden.  Der mit Ornamenten und Malereien reich verzierte Kanzelaltar ist aus dem Jahr 1706. In der Kirche ist ein aus Küsten stammendes Marientod-Relief aus dem 15. Jahrhundert ausgestellt. In dem Relief ist die sterbende Maria von den zwölf Jüngern umgeben. Daneben gibt es in der Kirche einen heute noch genutzten Taufengel. Die Kirchengemeinde Meuchefitz hat mit den Kirchengemeinden Küsten, Krummasel, Zebelin und Wittfeitzen ein gemeinsames Pfarramt in Küsten.